# Arctopityaceae
Arctopityaceae — викопна родина хвойних рослин порядку Соснові (Pinales).

## Види
- Arctopitys
- Holkopitys
- Oswaldheeria
- Sciadopityoides